# Public Policy Forum
Das Public Policy Forum (Abkürzung: PPF) wurde 1987 gegründet und ist eine unabhängige kanadische Non-Profit-Denkfabrik. Sie wird durch diverse Unternehmen sowie die Verwaltungen von Kanada und deren Provinzen finanziert und dient dem Dialog zwischen privaten und öffentlichen Unternehmen. David J. Mitchell wurde am 1. Januar 2009 zum neuen Präsidenten.

## Funktion
Hauptsächlich hat das PPF eine Dialogfunktion mit mehr als 150 teilnehmenden Organisationen aus der Wirtschaft, Wissenschaft, den Medien und der Verwaltung usw.

## Preise
Der PPF vergibt jährlich Preise für Kanadier, die außergewöhnliche Beiträge für die Qualität der öffentlichen Politik und Verwaltung geleistet haben.